# Chiesa di San Donnino (Bologna)
La chiesa di San Donnino è la chiesa parrocchiale del rione di San Donnino, a Bologna. Si trova nel quartiere San Donato-San Vitale, a circa 3 km dal centro della città.

## Storia
Sorta al centro di una frazione già abitata in epoca romana, il primo documento che ne dà notizia è un atto datato 18 ottobre 1198 che testimonia l'acquisto di un appezzamento di sei tornature di terra posita in Sancto Dunino da parte di una certa Placidia, abbadessa del monastero benedettino di Santa Margherita di Bologna (oggi scomparso). L'originaria chiesa romanica venne consacrata nel 1206. Dapprima fu sottoposta al giuspatronato del monastero cittadino e, dal 1623, fu sottoposta alla vicina chiesa di Sant'Egidio. La chiesa venne ricostruita più volte, a metà del XVI secolo, alla fine del XVIII secolo e infine, dopo i pesanti bombardamenti della seconda guerra mondiale, venne riedificata nella forma attuale tra il 1954 e il 1955 su progetto di Pietro Bolognesi. Semplice pieve di campagna fino al secondo dopoguerra, dal 1947 è divenuta chiesa parrocchiale a causa del repentino aumento del numero di fedeli dovuto all'urbanizzazione della zona, stabilizzandosi all'ordierna quota che si aggira attorno a 4000.

## Descrizione

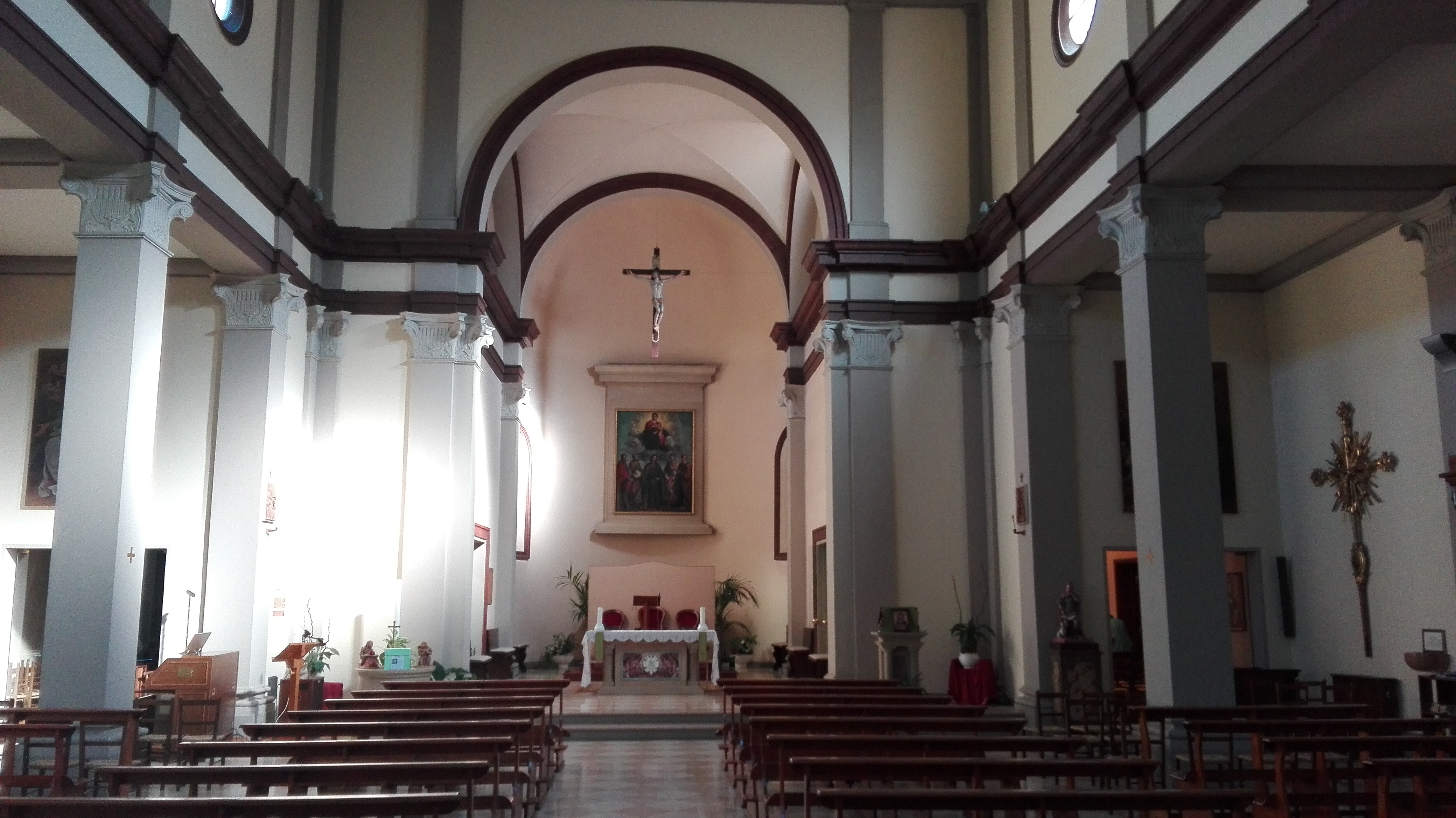
Interno della chiesa. È visibile la pala maggiore dell'altare

Unico edificio storico della frazione insieme al Casalone, è costruito in scura pietra a vista, e racchiude un interno intonacato di bianco e decorato con numerosi dipinti, fra cui spicca la pala d'altare cinquecentesca Madonna col Bambino in gloria e i santi Paolo, Biagio, Donnino, Pancrazio e Apollonia, commissionata nel 1526 da Annibale Gozzadini e tradizionalmente attribuita a Bartolomeo Ramenghi da Bagnacavallo, anche se recenti studi - contestuali al restauro dell'opera - la riattribuirebbero alla scuola di Niccolò Pisano.
La chiesa si trova nella periferia settentrionale della località, "schiacciata" tra la tangenziale di Bologna, la via San Donato e gli alti edifici della retrostante via Francoforte. Essa è ben visibile dall'autostrada A14 e dalla tangenziale, in corrispondenza dell'uscita n. 9 della stessa, grazie al campanile che sovrasta le barriere protettive contro il rumore e lo smog.